# Hipertensão medicamentosa
Hipertensão medicamentosa engloba as situações de hipertensão arterial que ocorrem devido ao uso de medicamentos. Não ocorrem em todos os indivíduos que fazem uso da medicação ou substância química. Quando é possível a retirada ou substituição da droga, pode haver normalização da pressão arterial.

## Medicações potencialmente envolvidas
1. Corticóides
  1. Mineralocorticóides
  2. Glicocorticóides
  3. Esteróides sexuais
2. Anti-inflamatórios não esteróides
3. Drogas de ação sobre o sistema nervoso simpático
  1. Soluções oftálmicas
  2. Ioinbina
  3. Glucagon
  4. Cocaína
  5. Anorexígenos
  6. Descongestionantes nasais
  7. Antitussígenos
  8. Sibutramina
  9. Clozapina
  10. Bromocriptina
  11. Disulfiran
4. Antidepressivos
  1. Inibidores da monoamina oxidase
  2. Antidepressivos tricíclicos
  3. Agonistas serotoninérgicos
5. Anestésicos e Narcóticos
  1. Quetamina
  2. Desflurano
  3. Naloxona
  4. Sevoflurano
6. Miscelâneo
  1. Ciclosporina
  2. Tacrolimus
  3. Eritropoietina recombinante humana
  4. Antiretrovirais
  5. Etanol
  6. Cafeína
  7. Chumbo
  8. Cádmio
  9. Arsênico